# Barnard Point
Der Barnard Point ist ein Kap an der Südküste der Livingston-Insel im Archipel der Südlichen Shetlandinseln. Es begrenzt südöstlich die Einfahrt zur False Bay.
Bekannt ist das Kap mindestens seit dem Jahr 1822, sein Name taucht jedoch erst ein Jahrhundert später auf Landkarten der Livingston-Insel auf. Benannt ist es vermutlich nach dem nahegelegenen Mount Barnard (heute als Mount Friesland bekannt). Dessen Namensgeber ist der US-amerikanische Seefahrer Charles H. Barnard (1781–1840), Kapitän des 1820 bis 1821 vor den Südlichen Shetlandinseln operierenden Robbenfängers Charity of New York.